# محمد الفارس (سياسي)
الدكتور محمد عبد اللطيف الفارس (مواليد 1966) مهندس كويتي ، نائب رئيس مجلس الوزراء وزير النفط وزير الدولة لشؤون مجلس الوزراء الأسبق. 

## سيرته
ولد الدكتور محمد الفارس في سنة 1966 ، وهو حاصل على بكالوريوس الهندسة الميكانيكية من جامعة الكويت عام 1987 والماجستير في الهندسة الميكانيكية من جامعة ويسكونسن في ماديسون بالولايات المتحدة عام 1990 وعلى الدكتوراه في الهندسة الميكانيكية من نفس الجامعة عام 1995
تولى سابقاً عدد من المناصب وهي: مساعد نائب مدير الجامعة للتخطيط لتخطيط الموارد البشرية والمالية في جامعة الكويت عام 2002 ومدير برنامج الإنشائي في جهاز إدارة المشاريع الكبرى في جامعة الكويت عام 2007 وأمين عام جامعة الكويت عام 2016.

### مناصبه الوزارية
- في 11 ديسمبر 2016 أصدر الشيخ صباح الأحمد الصباح أمير دولة الكويت مرسوماً بتشكيل الحكومة حيث عُين وزيراً للتربية ووزيراً للتعليم العالي وشغل المنصب حتى 11 ديسمبر 2017.
- في 14 ديسمبر 2020 أصدر الشيخ نواف الأحمد الصباح أمير دولة الكويت مرسوماً بتشكيل الحكومة حيث عُين وزيراً للنفط ووزيراً للكهرباء والماء.
- في 2 مارس 2021 أصدر الشيخ نواف الأحمد الصباح أمير دولة الكويت مرسوماً بتشكيل الحكومة حيث عُين وزيراً للنفط ووزيراً للتعليم العالي.
- في 28 ديسمبر 2021 أصدر الشيخ مشعل الأحمد الصباح ولي عهد دولة الكويت مرسوماً بتشكيل الحكومة حيث عُين نائباً لرئيس مجلس الوزراء ووزيراً للنفط ووزيراً للكهرباء والماء والطاقة المتجددة.
- في 22 مارس 2022 أصدر الشيخ مشعل الأحمد الصباح ولي عهد دولة الكويت مرسوماً بتعديل وزاري حيث عًين نائباً لرئيس مجلس الوزراء ووزيراً للنفط ووزيراً للدولة لشؤون مجلس الوزراء وشغل المنصب حتى 16 أكتوبر 2022.